# 软骨胶
软骨胶（英語：Chondrin）是一种蓝白色的蛋白质-糖类复合体，呈明膠状，可通过在水中加热软骨制备。软骨是一种结缔组织，含有嵌入在软骨胶基体的细胞。软骨胶由软骨硬蛋白（chondroalbunoid）和軟骨黏蛋白（chondromucoid）两种蛋白质组成。